# Lun Zhi
En aquest nom xinès, el cognom és Lun.
Lun Zhi (mort el 238 EC) va ser un assessor del senyor de la guerra Gongsun Yuan durant el període dels Tres Regnes de la història xinesa. Lun va acabar sent executat per criticar el pla de Gongsun Yuan de revoltar-se contra l'estat de Cao Wei. Els descendents de Lun van rebre títols de noblesa atorgats pel general de Cao Wei Sima Yi després que ell pacificà Liaodong.